# پاپ سلستین چهارم
پاپ سلستین چهارم (به انگلیسی: Celestine IV) یکی از پاپ‌های کلیسای کاتولیک رم بود که در میلان به دنیا آمد و از ۱۲۴۱ تا ۱۲۴۱ میلادی پاپ بود.